# Partido Unido de la Independencia Nacional
El Partido Unido de la Independencia Nacional  (en inglés: United National Independence Party) es un partido político de Zambia que gobernó el país desde 1964 hasta 1991, con Kenneth Kaunda, bajo el sistema del unipartidismo. Es entonces la colectividad política más antigua de Zambia. 

## Formación
Fundado en octubre de 1959, dirigido inicialmente por Mainza Chona. En enero de 1960, Kaunda fue liberado de prisión y asumió el liderazgo del partido. Ganó las elecciones previas a la independencia y formó el primer gobierno autónomo de Zambia (1964).
La Constitución fue modificada y promulgada el 25 de agosto de 1973 y las elecciones nacionales que siguieron en diciembre fueron los últimos pasos en el logro de lo que se llamó una "democracia participativa de un solo partido". La política nacional era formulada por el Comité Central del UNIP, que se había convertido en el único partido legal de Zambia. La Constitución estipulaba que el único candidato en las elecciones presidenciales fuera la persona seleccionada para dirigir el UNIP por la conferencia general del partido. La segunda personas en rango en la jerarquía de Zambia era el secretario general del partido.

## Dominio de Zambia
Kenneth Kaunda fue el candidato único y elegido en las elecciones de 1973. En esa misma oportunidad la Asamblea Nacional se conformó solo con miembros del UNIP. El mandato de Kaunda fue renovado en diciembre de 1978 y octubre de 1983, en una elección con "si" o "no" a su candidatura.
En diciembre de 1990, al final de un año con disturbios y un intento de golpe de Estado, el presidente Kaunda firmó una ley que terminaba con el monopolio del UNIP en el poder, cambiando el requisito que para ser elegido presidente debía ser miembro del UNIP.

## Pérdida de poder
Una vez asumido el multipartidismo en Zambia, el UNIP perdió las elecciones presidenciales de 1991 ante Frederick Chiluba, candidato del Movimiento por una Democracia Multipartidaria (MMD).
En los años que siguieron, el UNIP se ha convertido en un grupo político marginado en Zambia. Intentaron boicotear las elecciones de 1996 donde exigían una enmienda constitucional que le permitiera a Kenneth Kaunda participar nuevamente de las votaciones. Los sufragios de ese año le dio una mayoría absoluta el MMD en la Asamblea Nacional y la virtual exclusión del UNIP del poder.
En las elecciones legislativas de 2001, el partido logró el 10,4% de los votos con 13 escaños de los 150 cupos del Parlamento. Su candidato en las elecciones presidenciales de ese año fue Tilyenji Kaunda, hijo del expresidente, quien obtuvo un 10,1% de los sufragios.
El partido fue dirigido brevemente por Francis Nkhoma, pero fue reemplazo pronto por Tilyenji Kaunda. En las elecciones de 2006 llegó a una alianza liberal con el Partido Unido para el Desarrollo Nacional que se denominó Alianza Democrática Unida, donde también estaba el Foro por la Democracia y el Desarrollo. En estas elecciones, apoyaron al candidato Hakainde Hichilema quien obtuvo el tercer lugar con 25,3% y obtuvieron 26 escaños parlamentarios.
En las elecciones de 2011, Tilyenji Kaunda logró solo el 0,36% de los votos quedando en la sexta posición, mientras que en la Asamblea Nacional no lograron representación con el 0,69% de las preferencias.